# Union de banques suisses
L'Union de banques suisses était une société de services financiers dont les sièges étaient à Bâle et Zurich, en Suisse. Elle était également présente aux États-Unis, avec des bureaux à Manhattan, Jersey City, Weehawken, et Stamford.
Il s'agissait d'une banque privée et d'une banque d'investissement. Elle avait également des activités de gestion de fortune en Suisse, concernant notamment près de la moitié des milliardaires asiatiques. Elle a fusionné en 1998 avec la Société de banque suisse pour former l'UBS.

## Historique détaillé
|                                         |  |  |
| Union de banque suisse à Bâle vers 1920 |  |  |

L'Union de banques suisses, en allemand : Schweizerische Bankgesellschaft, créée par une fusion en 1912, avait ses racines avec la Bank in Winterthur (fondée en 1862, spécialisée dans le financement industriel) et la Toggenburger Bank (fondée en 1863, caisse d'épargne). Initialement, le nom en anglais était traduit par Swiss Banking Association, mais il a été changé en Union Bank of Switzerland pour obtenir la même abréviation qu'en français : UBS. En 1917, l'Union de banques suisses emménage dans le nouveau siège principal à la Bahnhofstrasse à Zurich, considérée être le Wall Street de la Suisse.
La Grande Dépression a été une période difficile pour l'UBS qui a survécu aussi grâce aux affaires avec l'État suisse car il y avait peu d'investissements privés. En 1937, Warja Honegger-Lavater a créé le logotype avec les trois clés pour la Société de banque suisse qui est devenu en 1998 le logo de l'UBS. Durant la Seconde guerre mondiale, comme d’autres banques suisses, la banque a reçu beaucoup d'argent de particuliers issus de pays directement touchés par le conflit. L'action d'un lanceur d'alerte, Christoph Meili, et des travaux d'historiens ont également montré qu'à l'image d'autres banques suisses, l'UBS a collaboré économiquement avec l'Allemagne nazie et a participé activement à la spoliation de biens juifs.
En 1966, l'UBS rachète la société Interhandel et devient la plus grosse banque du pays.
Dans les années 1990, l'Union de banques suisses était la plus conservatrice des trois plus grandes banques suisses, incluant la Société de Banque Suisse et Crédit suisse (Schweizerische Kreditanstalt), et ce en mettant l'accent sur la banque de détail, la gestion de fortune et l'assurance-vie. En 1993, l'Union de Banques Suisses a voulu acquérir la Schweizerische Volksbank, la quatrième plus grande banque de Suisse, mais c'est Crédit suisse qui l'a absorbée, devenant ainsi la plus grande banque suisse jusqu'à la fusion de l'Union de Banques Suisses avec la Société de Banque Suisse en 1998. La même année, elle est la principale victime de la quasi-faillite du hedge fund américain Long Term Capital Management dont elle doit enregistrer les trois-quarts des pertes,,.
En 1998, l'Union des banques suisses fusionne avec la Société de Banque Suisse (SBS) pour créer l'UBS. Les actionnaires de la SBS reçoivent 40% des parts du nouveau groupe, et ceux de l'UBS 60%. Le nouveau groupe table sur une croissance annuel de 12%.

## Chronologie
- 1862 : fondation de la banque de Winterthour
- 1863 : fondation de la banque de Toggenburg
- 1912 : fusion des deux banques et création de l'Union de banques suisses
- 1945 : déplacement du siège à Zurich
- 1945 : rachat de la Banque fédérale
- 1967 : filiale à Londres
- 1975 : filiale à New York
- 1998 : fusion avec la SBS[7]